# Selargius
Selargius est une ville italienne de la ville métropolitaine de Cagliari, dans la région Sardaigne.

## Administration
| Période                                  | Période  | Identité           | Étiquette    | Qualité |
| ---------------------------------------- | -------- | ------------------ | ------------ | ------- |
| 12 juin 2007                             | En cours | Gian Franco Cappai | Centre droit |         |
| Les données manquantes sont à compléter. |          |                    |              |         |

### Hameaux
Su Pezzu Mannu, Su Planu

### Communes limitrophes
Cagliari, Monserrato, Quartu Sant'Elena, Quartucciu, Sestu, Settimo San Pietro

## Personnalités liées à la commune
- Antonio Puddu (1933-2022), écrivain